# Kamdhal, Devadurga
Kamdhal là một làng thuộc tehsil Devadurga, huyện Raichur, bang Karnataka, Ấn Độ.